# キキとララの青い鳥
『キキとララの青い鳥』（キキとララのあおいとり）は1989年7月22日公開のアニメーション映画。
1989年7月22日〜9月1日、全国東宝洋画系58館で公開。上映時間56分。全日本教職員連盟推薦作品。

## 概要
リトルツインスターズのキキとララが世界名作の主人公となって演じるモーリス・メーテルリンク作の『青い鳥』である。
第1回「サンリオアニメフェスティバル」にて『ハローキティのシンデレラ』『マイメロディの赤ずきん』と同時上映された。

## キャスト
- チルチル（キキ）：戸田恵子
- ミチル（ララ）：斎藤ひろみ
- チロウ：古谷徹
- チレット：鶴ひろみ
- 夜の女王：吉田理保子

これ以外にもサンリオアニメフェスティバルの司会者として、作品の冒頭および末尾でタキシードサムのサムとチップが登場する。

## スタッフ
- 製作総指揮：辻信太郎[4][1]
- 総監督：波多正美
- 監督：波多正美
- プロデューサー：吉川隆治、波多野恒正、中嶋真理子[4]
- 脚本：寺田憲史
- 作画監督：赤堀幹治、松山まや
- 美術監督：阿部行夫
- 音楽監督：浦上靖夫
- 音楽：佐藤允彦[4][5]
- 編集：高島健一
- 音響製作：オーディオ・プランニング・ユー
- 制作協力：グルーパープロダクション
- 制作・著作：サンリオ

## 関連商品
映像ソフト
- キキとララの青い鳥 VHS（SAVM-2） サンリオ（1992年6月21日）
- マイメロディの赤ずきん&キキとララの青い鳥・世界名作映画館 DVD（V-1611） サンリオ（2014年2月15日） ISBN 978-4-387-13077-2

書籍
- 『ハローキテイのシンデレラ マイメロディの赤ずきん キキとララの青い鳥（サンリオ世界名作館）』サンリオ、1989年。ISBN 438789198X。